# Natasha Cockram
Natasha Cockram (12 novembre 1992) è una mezzofondista e maratoneta britannica.

## Palmarès
| Anno                                  | Manifestazione          | Sede       | Evento   | Risultato | Prestazione | Note                                     |
| ------------------------------------- | ----------------------- | ---------- | -------- | --------- | ----------- | ---------------------------------------- |
| In rappresentanza della Gran Bretagna |                         |            |          |           |             |                                          |
| 2023                                  | Mondiali                | Budapest   | Maratona | 30ª       | 2h35'34"    | Miglior prestazione personale stagionale |
| In rappresentanza del Galles          |                         |            |          |           |             |                                          |
| 2022                                  | Giochi del Commonwealth | Birmingham | Maratona | 12ª       | 2h40'18"    | Miglior prestazione personale stagionale |

## Campionati nazionali
2008
- 4ª ai campionati gallesi, 1500 m piani - 4'40"43

2010
- 6ª ai campionati britannici juniores, 3000 m piani - 9'58"30

2011
- Bronzo ai campionati britannici juniores, 3000 m piani - 9'54"52

2021
- Argento ai campionati britannici di maratona - 2h30'03"

## Altre competizioni internazionali
2011
- 29ª alla Great Manchester Run ( Manchester) - 37'50"

2017
- 8ª alla Maratona di Dublino ( Dublino) - 2h49'37"
- 8ª alla Mezza maratona di Cardiff ( Cardiff) - 1h19'30"

2018
- 4ª alla Maratona di Dublino ( Dublino) - 2h35'49"

2019
- 21ª alla Maratona di Londra ( Londra) - 2h40'31"
- 5ª alla Maratona di Dublino ( Dublino) - 2h30'50"

2020
- 13ª alla Maratona di Londra ( Londra) - 2h33'19"

2021
- 17ª alla Maratona di Londra ( Londra) - 2h32'32"
- Oro alla Maratona di Los Angeles ( Los Angeles) - 2h33'17"
- 9ª alla Great North Run ( Newcastle upon Tyne) - 1h12'59"

2022
- 18ª alla Maratona di Valencia ( Valencia) - 2h26'14"
- Oro alla Mezza maratona di Cardiff ( Cardiff) - 1h10'47"